# François-Georges de Schönborn

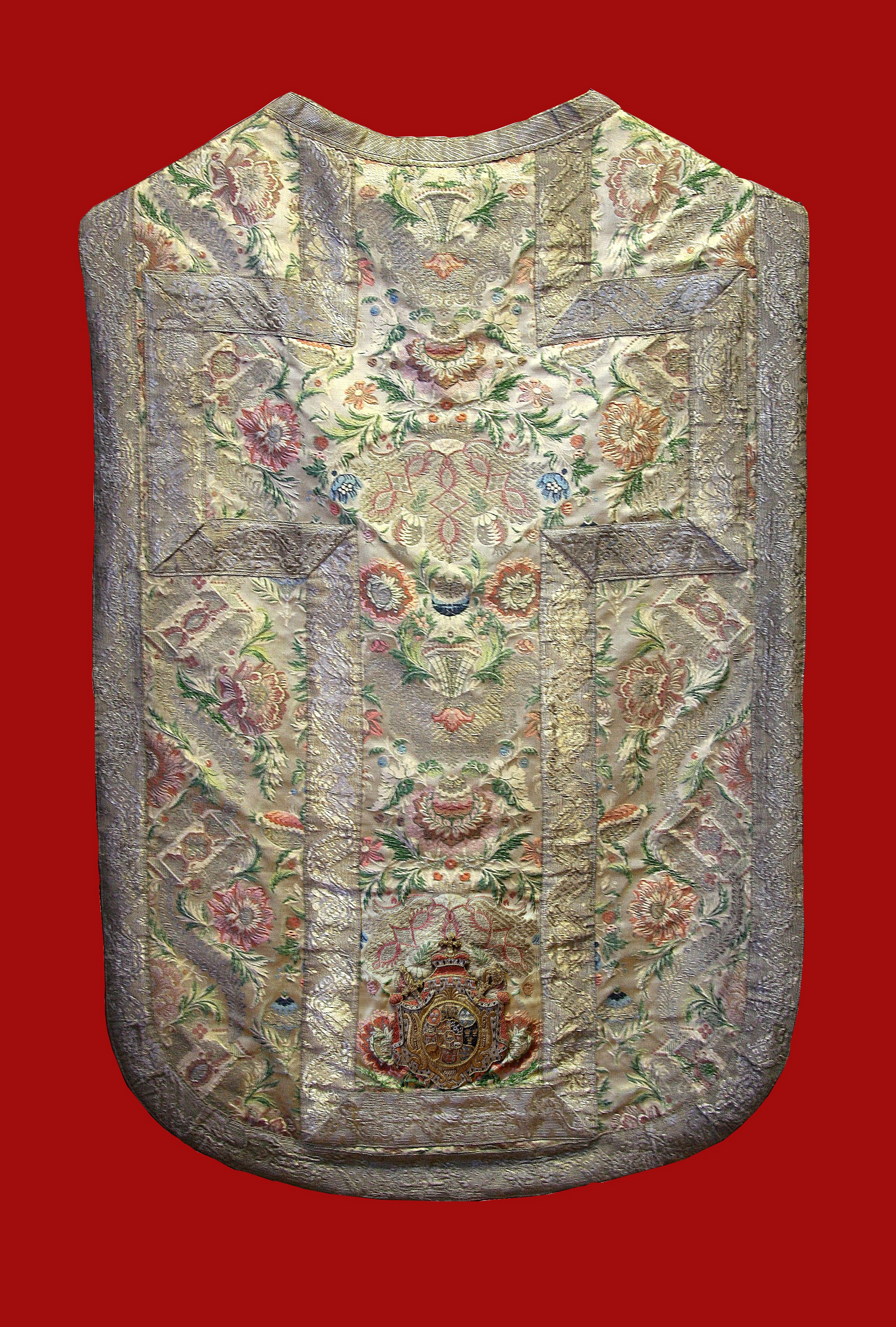
Chasuble de François-Georges de Schönborn

François-Georges de Schönborn, baron d'Empire puis comte d'Empire de Schönborn-Buchheim, né le 15 juin 1682 à Mayence et mort le 18 janvier 1756 au château Philippsburg de Coblence, est un prélat allemand qui fut à partir de 1729 prince-électeur de Trèves et prince-abbé de Prüm, et à partir de 1732 prince-évêque de Worms et prince-prévôt d'Ellwangen.

## Famille

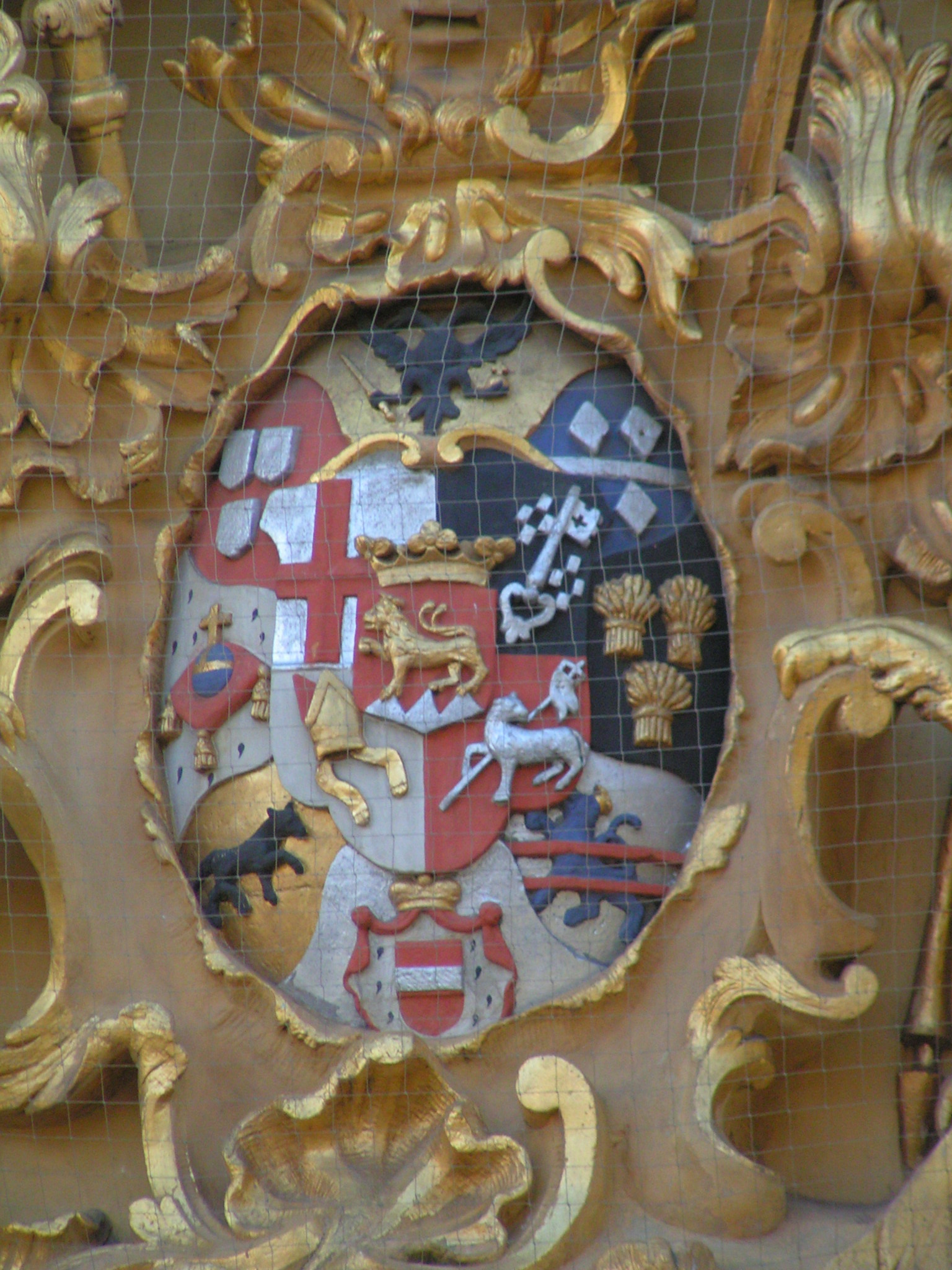
Armes de de Schönborn à l'église Saint-Paulin de Trèves

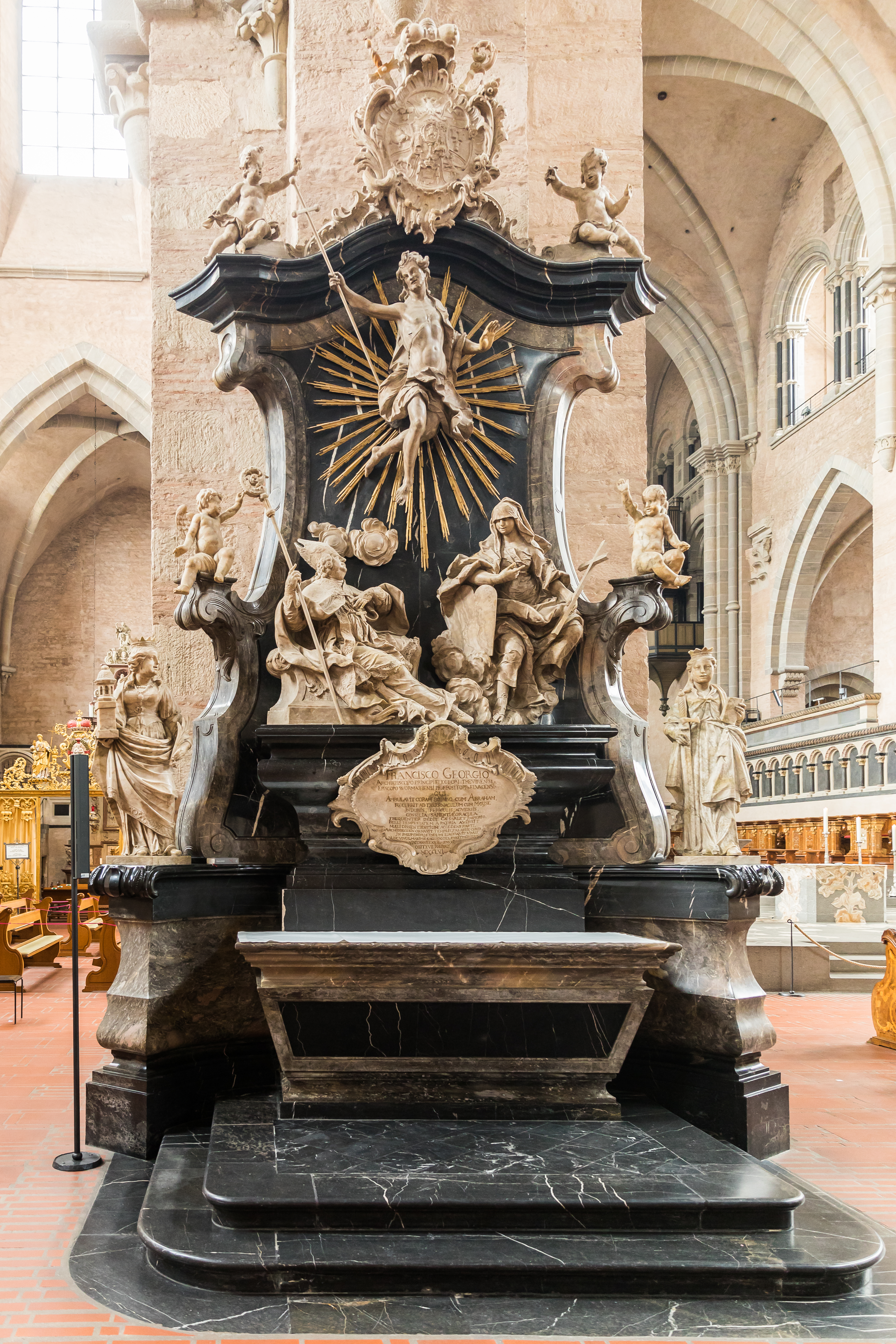
Monument funéraire de Mgr François-Georges de Schönborn à la cathédrale Saint-Pierre de Trèves

François-Georges de Schönborn est le neuvième enfant du ministre d'État de l'électorat de Mayence, le comte d'Empire Melchior-Frédéric de Schönborn (1644-1717), et le neveu du prince-évêque de Mayence, Lothaire-François de Schönborn (1655-1729). Ses frères aînés sont Jean-Philippe de Schönborn (1673-1724), prince-évêque de Wurtzbourg; Frédéric-Charles de Schönborn (1674-1746), prince-évêque de Wurtzbourg et de Bamberg et vice-chancelier du Saint-Empire; et Damien de Schönborn (1676-1743), cardinal, prince-évêque de Spire, puis prince-évêque de Constance. Il eut en plus trois frères puînés et sept sœurs.
Il meurt dans son château de Coblence en 1756 après une longue maladie. Son cœur et ses viscères sont enterrés en l'église de la Sainte-Croix d'Ehrenbreitstein, sa dépouille en la cathédrale Saint-Pierre de Trèves. Seul de ses frères, Guillaume (1683-1770) lui survit. Il était prévôt de la cathédrale d'Eichstätt et de Bamberg.

## Biographie

### Éducation
François-Georges de Schönborn passe sa prime jeunesse à Aschaffenbourg, où il fréquente le collège jésuite avec son frère cadet Guillaume. Il reçoit la tonsure le 19 décembre 1695. Il est nommé avec son frère capitulaire de la cathédrale de Trèves. Il est nommé par le pape Clément XI prévôt de la collégiale Saint-Maurice d'Augsbourg, en 1701, puis l'année suivante il étudie avec son frère le droit canon, la philosophie et la théologie à Salzbourg. Mais lorsque la guerre de Succession d'Espagne éclate, les deux frères quittent la ville peu sûre de Salzbourg et se rendent en Italie. Ils poursuivent selon le commandement de leur père leurs études à Sienne qui consistent surtout en l'étude du droit civil, de la géographie et de l'histoire. Ils sont envoyés par leur père, après un court intervalle dans leur pays natal, étudier en 1704 à l'université de Leyde pour poursuivre leurs études de droit jusqu'en 1706. Pendant leurs différents temps d'études, les deux frères sont reçus par le pape et à la Cour de plusieurs princes-évêques.
Après leurs études, les deux frères poursuivent leur chemin, Guillaume s'installe dans la région de Bamberg.

### Politique

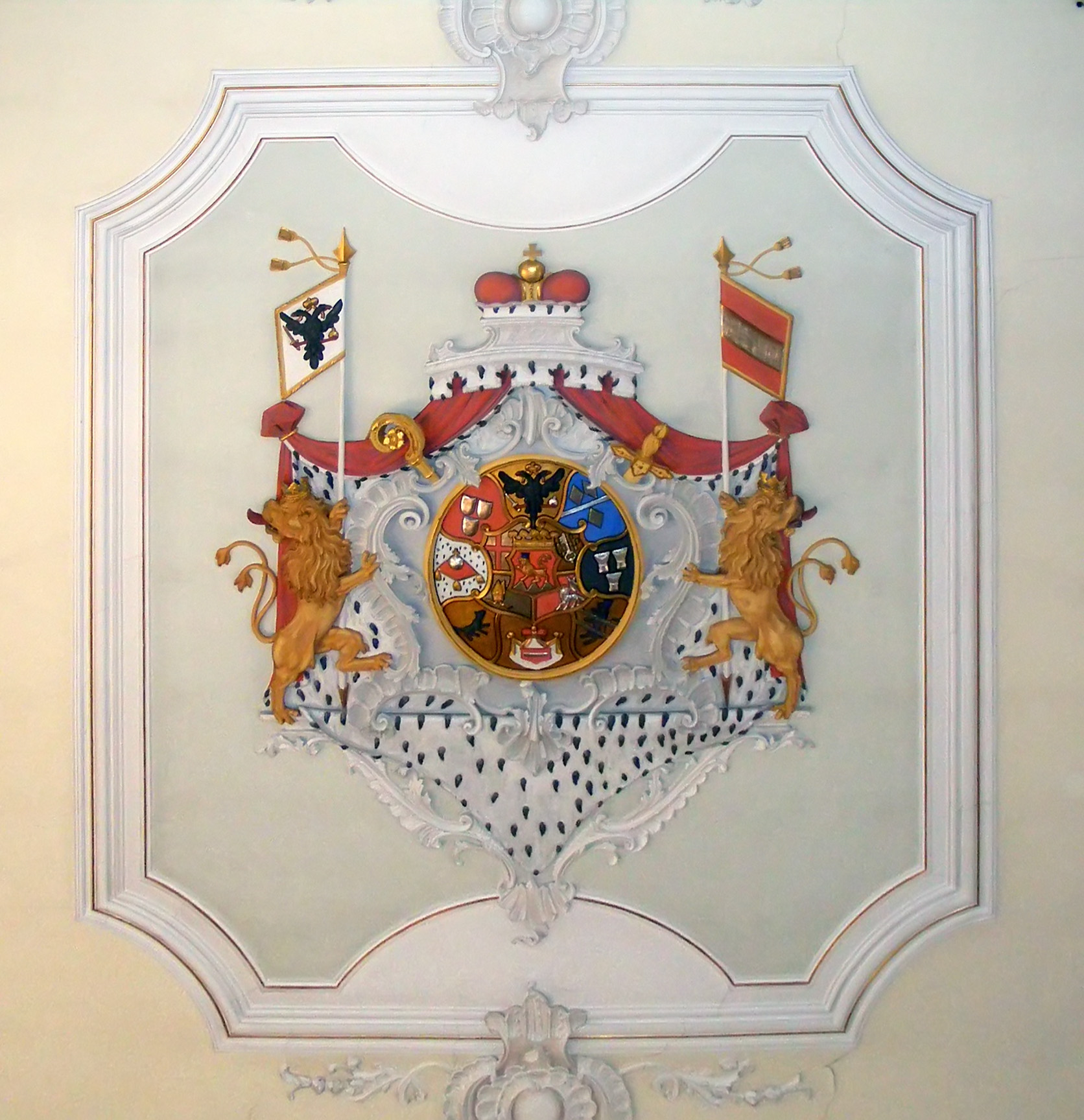
Armes de Mgr de Schönborn à l'église de Dirmstein

L'oncle de François-Georges de Schönborn, Lothaire-François de Schönborn, qui est prince-évêque de Mayence, le nomme diplomate auprès du Saint-Siège. Il doit à la fin annoncer à Charles VI, qui est à Barcelone, son élection au trône du Saint-Empire. Il est nommé pour cela chevalier de l'ordre de Saint-Jacques-de-Compostelle. Il accompagne ensuite son oncle, qui est vice-chancelier, au couronnement de Charles VI à Francfort. Il est nommé par la suite chambellan, puis en 1712 conseiller à la cour. En 1713, il est nommé comme légat du Cercle de Franconie au congrès d'Utrecht et, en 1717, il est conseiller secret d'Empire.
Son oncle meurt en 1729 et l'archevêque de Trèves lui succède à Mayence. Il donc le candidat le mieux placé pour Trèves. Il est élu par le chapitre et ordonné prêtre par son frère Frédéric-Charles, puis consacré évêque. Grâce à la protection du pape, il est nommé également trois ans plus tard prince-évêque de Worms et prince-prévôt d'Ellwangen.
Bien que pieux, l'évêque accepte certaines conceptions de l'Aufklärung. Il s'efforce en plus de rehausser la formation des clercs et de la jeunesse de ses États. Il interdit certains pèlerinages et ne fait plus prononcer d'exorcismes particuliers. D'un point de vue diplomatique et politique, il étroitement lié à la couronne d'Autriche, mais il s'efforce pendant la première moitié de son règne de tenir ses États en dehors des conflits des grandes puissances. À la fin de son règne, il doit constater la perte d'influence de sa famille dans le Saint-Empire.

### Bâtisseur
François-Georges de Schönborn s'éloigne des affaires politiques du Saint-Empire dans la seconde moitié de son règne, se concentrant sur le gouvernement de ses États. Il se lance alors dans des projets de nouvelles constructions, parmi lesquelles l'on peut distinguer la résidence d'Ellwangen (1737-1753), l'agrandissement de son château Philippsburg près de Coblence. Il commande à Balthasar Neumann (architecte de son frère Frédéric-Charles) en 1740 une nouvelle église pour sa résidence d'été de Dirmstein dans le Palatinat, l'église Saint-Laurent, consacrée en 1746. Il fait également construire le Schönbornlust (1748-1752) château de plaisance près de Kesselheim, démoli par les troupes révolutionnaires françaises en 1793.
Il fait également reconstruire l'église Saint-Paulin de Trèves avec son somptueux intérieur baroque de Balthasar Neumann et ses fresques de Christoph Thomas Scheffler.